# اللهدينو
اللهدينو هي قرية صغيرة تنتمي إلى فترة هارابان ، وتقع على بعد 40 كيلومترًا (25 ميلًا) شرق كراتشي . وهي مستوطنة غير محصنة تبلغ مساحتها 1.4 هكتارًا، وقد تم إنشاؤها في منطقة ساحلية في باكستان . ويعود عمر هذه القرية الى 2000 سنة قبل الميلاد.

## الأحافير
تم التنقيب في هذا الموقع عن العديد من المنازل المبنية من الطوب، والتي كانت مبنية أحيانًا على منصات حجرية. كما تم التنقيب في منزل كبير متعدد الغرف مع منصة من الطوب اللبن. وكان أحد المباني يحتوي على ثلاثة آبار بأقطار تتراوح بين 60 سم إلى 90 سم. وكانت جميع الآبار الموجودة في هذا الموقع ذات أقطار صغيرة مماثلة.

## الأثار التي عُثر عليها
تم العثور على كميات كبيرة من الأشياء النحاسية وتشكيلات الطين المثلثة والأختام والجرات الصغيرة المصنوعة من الطين مع كميات كبيرة من الذهب والفضة والبرونز وغيرها من الحلي.  تم العثور هنا أيضًا على عدة جرات، إحداها تحتوي على زخارف ذهبية وفضية.  تم العثور على حزام يحتوي على 36 خرزة من العقيق ، وهو دليل على استقرار العمال ذوي المهارات العالية في المنطقة.  يعتقد علماء الآثار أن العثور على الحلي الذهبية والفضية، وكذلك استخدام الحجر في القرية، يشير إلى أن بعض السكان كانوا في حالة معيشية جيدة.  تم التنقيب في هذا الموقع بشكل جيد وتم جمع وحفظ ما مجموعه 240.000 من الأثار والأشلاء. 